# Francis Sullivan (ishockeyspelare)
Francis Cornelius "Frank" Sullivan, född 7 juni 1917 i Regina i Saskatchewan, död 5 januari 2007 i Calgary, var en kanadensisk ishockeyspelare.
Sullivan blev olympisk guldmedaljör i ishockey vid vinterspelen 1952 i Oslo.